# Pseudoomphalina clusiliformis
Pseudoomphalina clusiliformis är en svampart som först beskrevs av Kühner & Romagn., och fick sitt nu gällande namn av Marcel Bon 1978. Pseudoomphalina clusiliformis ingår i släktet Pseudoomphalina och familjen Tricholomataceae.   Inga underarter finns listade i Catalogue of Life.